# Association Sportive Beauvais Oise
La Asociación Deportiva Beauvais Oise es un club de fútbol francés de la ciudad de Beauvais. Fue fundado en 1945 y juega en el Championnat National 2, cuarta categoría del fútbol francés.
Breauvais juega de local en el Stade Pierre Brisson.

## Historia
Fue fundado en 1945 con el nombre de AS Beauvais-Marissel, luego de la fusión de los equipos locales del Véloce Club Beauvaisien, Union Sportive de Voisinlieu y el GS Marissel. Desde su fundación el club solo jugó en categorías amateur del fútbol francés, esto hasta 1986 donde consiguió el estatus de profesional y cambió su nombre a AS Beauvais Oise. Durante los años 1986 y 2003, el club jugó mayoritariamente en la segunda división de Francia.
En el año 2004 fue relegado al Championnat National.

## Palmarés
- Championnat National: 1

2000
- Championnat de France Amateur: 1

2006
- CFA 2: 2

2017, 2020
- Division d'Honneur: 6

1968, 1970, 1974, 1987, 2002, 20091
- Division d'Honneur: 3

1956, 1960, 1966
- Coupe de Picardie: 1

2008
- Coupe de l'Oise: 15

1955, 1959, 1965, 1966, 1972, 1973, 1974, 1976, 1977, 1982, 1983, 1984, 1987, 1992, 1993
1- Los últimos 3 los ganaron con el equipo reserva.